# Yochanan Vollach
Yochanan Vollach - em hebraico, יוחנן וולך, às vezes escrito como Jochanan Wallach ou como Yohanan Wallach (Kiryat Bialik, 14 de maio de 1945) foi um futebolista israelense que defendeu sua seleção na Copa do Mundo de 1970, no México.

## Carreira
Considerado por muitos como um dos melhores defensores de Israel, sua carreira durou quase 30 anos. Agora, é o presidente do Maccabi Haifa.